# 연철

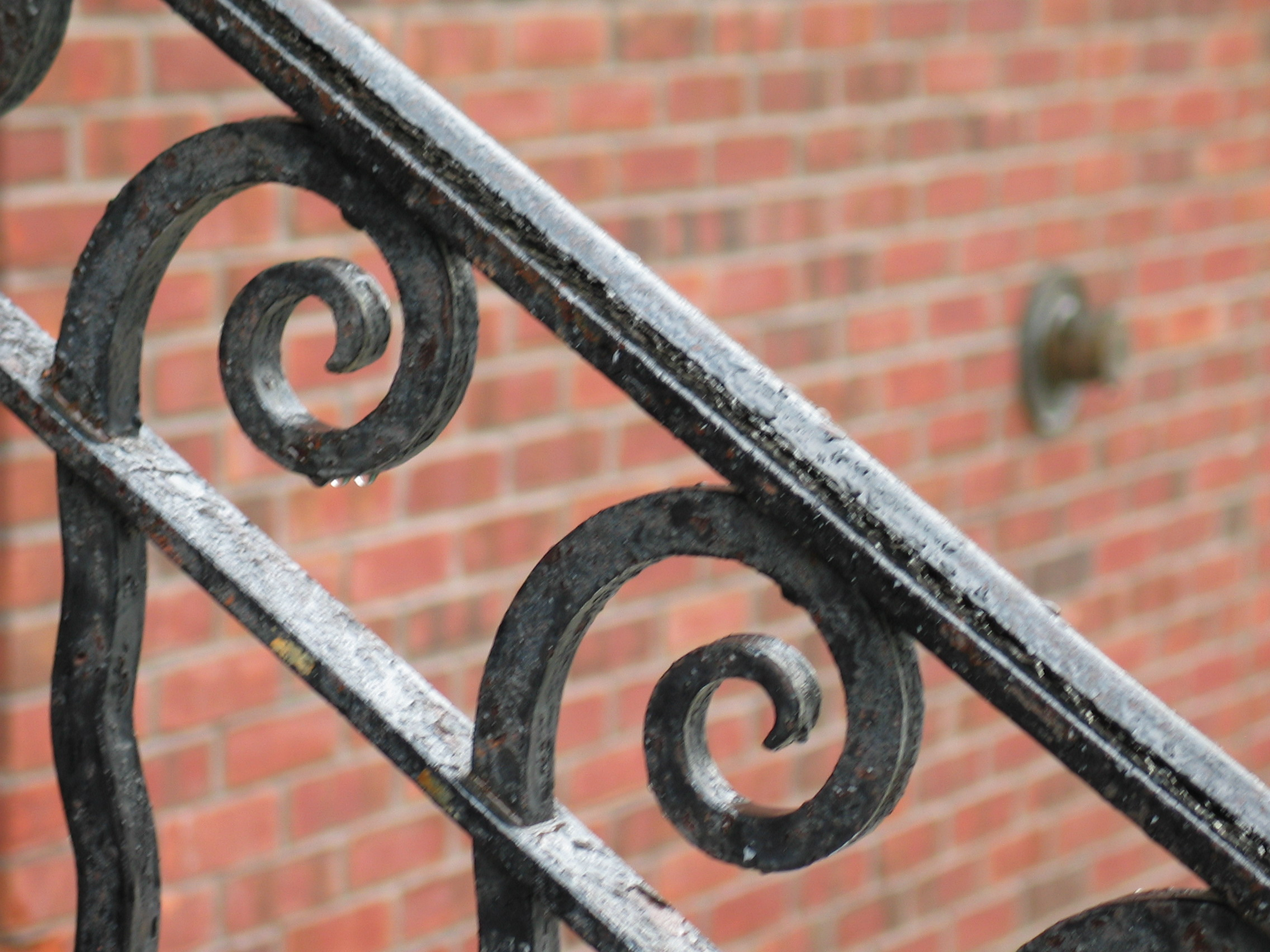
연철로 된 난간.

연철(鍊鐵)은 탄소를 0~0.2%.함유한 쇠이다.

## 역사
기원전 2000년 이전에는 청동을 많이 사용하였으나 기원전 2000년 무렵부터 청동을 대신하여 연철이 사용되기 시작한다. 기원전 3세기에는 중국, 인도 등에서 식량증산 도구로 농업에 이용하거나 전쟁 시에 무기 및 갑옷 제조에 사용하였다. 그리고 19세기에 이르러 돌이나 나무를 대신하여 건축 구조물에 이용되며, 20세기에는 주로 장식용으로 사용되었다. 오늘날에는 골프채를 만드는 데에도 이용된다.

## 제조
철광석을 저온에서 환원하여 직접적으로 만드는 것과, 선철이나 고철을 원료로 하여 교련법 등을 사용해 간접적으로 만드는 것의 두 가지 방법이 있다. 오늘날에는 기술의 발달로 주로 후자가 사용된다. 해면철 제조법이나 크릅렌법과 같은 회전로에 의한 저온환원법을 사용하면 철광석에서 직접 강을 얻을 수 있다. 하지만 생산비가 비싸고 황이 빠지지 않는 등의 결점이 있어서, 오늘날에는 특수한 경우에만 사용한다. 높은 온도의 용광로에서 철을 만들면 반응온도가 높기 때문에 철은 탄소를 충분히 흡수하여 선철이 된다. 선철은 단단하여 부러지기 쉽기 때문에 단련 등의 가공을 할 수 없다. 그러므로 제강로에 넣어서 탄소를 빼내어 강으로 만든다. 이런 간접적인 연철 제조법에는 스웨덴에서 시작된 숯을 쓰는 방법과, 영국의 H.코트가 개발한 교련법이 있다. 교련법은 석탄을 연료로 하는 반사로 속에 선철을 넣고, 뒤집어서 반죽하는 조작을 되풀이하여 연철 또는 연강을 만드는 방법이다.

## 같이 보기
- 강철
- 주철
- 페라이트 (Ferrite)
- 시멘타이트 (Cementite)
- 펄라이트 (Pearlite)
- 오스테나이트 (Austenite)
- 마르텐사이트 (Martensite)